# Jürgen Litz
Jürgen Litz (Essen, 8 de octubre de 1938) es un deportista alemán que compitió para la RFA en remo. Participó en los Juegos Olímpicos de Roma 1960, obteniendo una medalla de oro en la prueba de cuatro con timonel.

## Palmarés internacional
| Representando al Equipo Alemán Unificado |               |                |                    |
| Juegos Olímpicos                         |               |                |                    |
| Año                                      | Lugar         | Medalla        | Prueba             |
| 1960                                     | Roma (Italia) | Medalla de oro | Cuatro con timonel |